# Sarah T. Hughes
Sarah Tilghman Hughes (Baltimora, 2 agosto 1896 – Dallas, 23 aprile 1985) è stata un avvocato e politica statunitense.
È nota principalmente come il giudice federale che ha ricevuto il giuramento di Lyndon Johnson a bordo dell'Air Force One come 36º Presidente degli Stati Uniti dopo l'assassinio di John Fitzgerald Kennedy a Dallas il 22 novembre 1963.

## Biografia
Nata Sarah Augusta Tilghman a Baltimora nel Maryland, frequentò la Western High School di Baltimora. Di bassa statura, fu descritta da un compagno di classe come "piccola ma terribile". La sua personalità determinata la portò a partecipare ad attività sportive quali l'atletica, la ginnastica e la pallacanestro. Un altro esempio della sua forte disciplina personale è stato quello di andare a letto alle 8 della sera per alzarsi alle 4 del mattino, un'abitudine che mantenne per gran parte della vita. Dopo il diploma alla Western High School si iscrisse al Groucher College di Baltimora, dove si laureò con un Bachelor of Arts nel 1917. In seguito insegnò scienze per due anni alla Salem Academy di Winston-Salem nella Carolina del Nord.
Nel 1919 si trasferì a Washington per frequentare la facoltà di legge della George Washington University. Seguiva i corsi serali e durante il giorno lavorava come ufficiale di polizia. In tale veste non accettò di portare un'arma ed un'uniforme, in quanto si dedicava alla prevenzione di reati da parte di donne e ragazze in quartieri difficili frequentati abitualmente da ragazze scappate di casa e prostitute. Tale lavoro era un'espressione dell'idea progressista della riabilitazione contrapposta alla punizione. La Hughes dichiarò in seguito che quel lavoro le instillò un senso di impegno e responsabilità nei confronti delle donne e dei minorenni. In quegli anni viveva in un campeggio sulle rive del fiume Potomac e si recava al campus universitario con una canoa ogni sera.
Si laureò in giurisprudenza nel 1922 e nello stesso anno si sposò con George Ernest Hughes. Con lui si trasferì a Dallas nel Texas, dove trovò un impiego presso uno studio di avvocati. Dopo otto anni entrò anche in politica e nel 1930 fu eletta alla Camera dei rappresentanti del Texas per il Partito Democratico. Nel 1935 accettò un incarico di giudice per il 14º Distretto Giudiziario di Dallas, diventando la prima donna ad assumere il ruolo di giudice distrettuale del Texas. Fu rieletta per altre sei volte e rimase in tale posizione fino al 1960.
Il 15 gennaio 1962 Sarah Hughes fu nominata dal presidente John F. Kennedy giudice della Corte Federale Distrettuale del Texas settentrionale e confermata dal Senato il 16 marzo successivo. Fu l'unico giudice donna nominato dal presidente Kennedy e la terza donna a diventare giudice federale. Mantenne tale carica fino alla morte il 23 aprile 1985.